# Sociedade Astronômica do Pacífico
A Sociedade Astronômica do Pacífico ou (em inglês: Astronomical Society of the Pacific (ASP)) é uma organização científica e educacional americana, fundada em São Francisco em 7 de fevereiro de 1889. Seu nome deriva de suas origens na costa do Pacífico, mas hoje tem membros em todo o país e no mundo. Tem o estatuto jurídico de uma organização sem fins lucrativos.
É a maior sociedade de educação em astronomia geral do mundo, com membros de mais de 40 países.

## Programas de educação e divulgação
A missão da ASP é promover o interesse público e a conscientização da astronomia (e aumentar a alfabetização científica ) por meio de suas publicações, site e muitos programas educacionais e de divulgação.
- A NASA Night Sky Network – uma comunidade de mais de 450 clubes de astronomia nos EUA que compartilham seu tempo e telescópios para envolver o público com experiências únicas de astronomia. A ASP fornece treinamento e materiais para aprimorar as atividades de divulgação dos clubes e inspira mais de quatro milhões de pessoas por meio de sua participação em mais de 30 000 eventos.
- Alcançando as estrelas: ciência da NASA para escoteiras – A ASP é parceira de um projeto da NASA para criar novos emblemas de astronomia para escoteiras, conectá-los com seus clubes de astronomia locais e treinar astrônomos amadores para tornar seu alcance mais amigável para as meninas. O ASP também conecta voluntárias escoteiras adultas à Night Sky Network (NSN) da NASA.
- My Sky Tonight – um conjunto de atividades de astronomia baseadas em pesquisas e ricas em ciência que envolvem crianças em idade pré-escolar e treinou centenas de educadores em museus, parques e bibliotecas nos EUA sobre como envolver efetivamente seus visitantes mais jovens 3–5 anos de idade em astronomia.
- O Programa AAS Astronomy Ambassadors – oferece experiências de orientação e treinamento para jovens astrônomos que estão começando suas carreiras. A American Astronomical Society, em parceria com a ASP, membros do Center for Astronomy Education (CAE) e outras organizações ativas no ensino de ciências e divulgação pública, criou o programa, que envolve uma série de oficinas de desenvolvimento profissional e uma comunidade de prática projetada para ajudar a melhorar as habilidades de comunicação dos participantes e a eficácia na divulgação aos alunos e ao público.
- Avaliação no local - uma iniciativa de pesquisa para a prática liderada pela ASP (em colaboração com a Oregon State University, o Portal to the Public Network através do Institute for Learning Innovation e o National Radio Astronomy Observatory) para desenvolver um conjunto de estratégias de avaliação incorporadas e desenvolvimento profissional para apoiar cientistas de pesquisa na comunicação eficaz da ciência ao público.
- O Projeto Galileoscópio – Desenvolvido em 2009 para o Ano Internacional da Astronomia, o Galileoscópio tornou-se a peça central para o ensino sobre telescópios em muitos programas. Como componente chave do Programa de Formação de Professores Galileo, a Astronomical Society of the Pacific envolveu centenas de educadores no desenvolvimento profissional relacionado com telescópios e o Galileoscope.
- Projeto PLANET – Aproveitando os recursos desenvolvidos como parte do projeto My Sky Tonight para explorar sua utilidade em um ambiente formal de sala de aula.
- Projeto ASTRO – um programa nacional que melhora o ensino de astronomia e ciências físicas (usando atividades práticas baseadas em pesquisas) ao emparelhar astrônomos amadores e profissionais com professores e turmas do 4º ao 9º ano.
- Family ASTRO – projeto que desenvolve kits e jogos para ajudar as famílias a desfrutarem da astronomia no lazer e capacita astrônomos, educadores e líderes comunitários.
- Astronomy from the Ground Up (AFGU) – Fornecendo aos educadores e intérpretes de ciências informais formas novas e inovadoras de comunicar a astronomia. A AFGU é uma comunidade crescente de centenas de educadores de museus, centros de ciências, centros naturais e parques nos Estados Unidos, que estão aprimorando e expandindo ativamente sua capacidade de abordar tópicos de astronomia para seus visitantes.
- Atividades em sala de aula, vídeos e recursos em astronomia (muitos desenvolvidos pela equipe educacional da Sociedade) são vendidos através de sua AstroShop online ou disponibilizados gratuitamente através do site.

A ASP auxilia na educação e divulgação em astronomia por meio de parcerias com outras organizações nos Estados Unidos e internacionalmente, e organiza uma reunião anual para promover a apreciação e compreensão da astronomia.

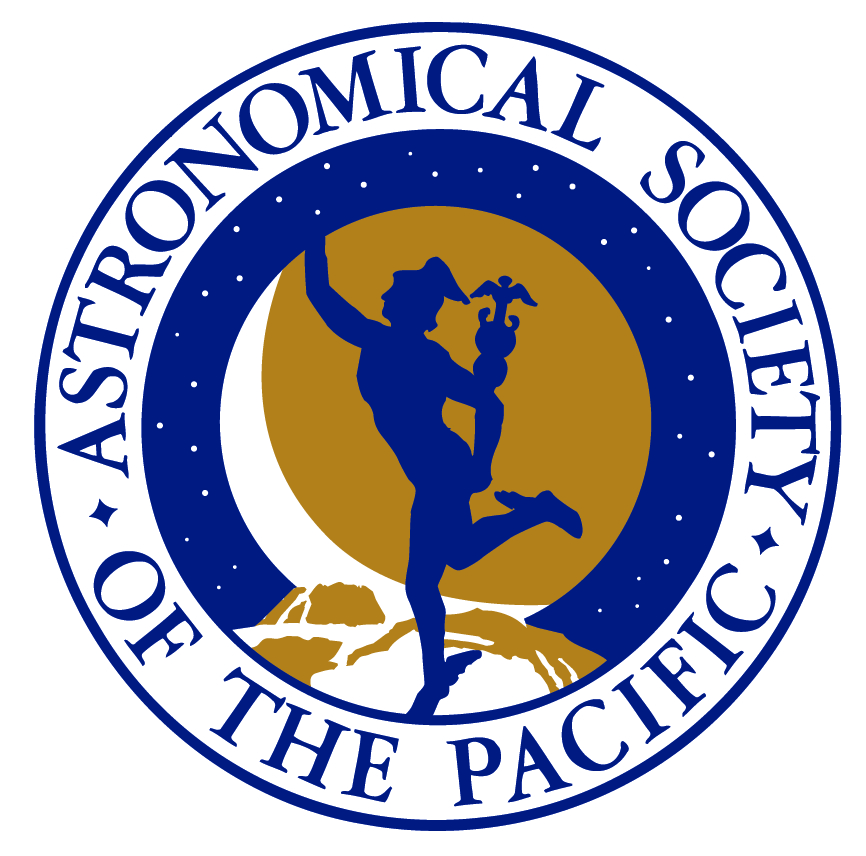
O antigo design do logotipo da ASP, usado até ser atualizado em 2019

## Publicações
A sociedade promove a educação em astronomia por meio de várias publicações. The Universe in the Classroom, um boletim educacional eletrônico gratuito para professores e outros educadores em todo o mundo que ajuda alunos de todas as idades a aprender mais sobre as maravilhas do universo por meio da astronomia.
Mercury, a revista on-line trimestral da ASP, cobre uma ampla gama de tópicos de astronomia, desde história e arqueoastronomia até desenvolvimentos de ponta. Publicado pela primeira vez em 1925 como os Folhetos da ASP, o Mercury agora é divulgado para milhares de membros e escolas da ASP, universidades, bibliotecas, observatórios e instituições em todo o mundo. Mercury Online, um blog complementar acessível ao público da Mercury, foi criado em 2019 "para mostrar artigos de nossos colunistas especializados depois de publicados na revista Mercury".
A ASP também edita a revista Publications of the Astronomical Society of the Pacific (PASP) destinada a astrônomos profissionais. O PASP é um periódico técnico de artigos arbitrados sobre pesquisa astronômica cobrindo todos os comprimentos de onda e escalas de distância, bem como artigos sobre as mais recentes inovações em instrumentação e software astronômico, e publica periódicos desde 1889.
A Sociedade Astronômica da Série de Conferências do Pacífico (ASPCS) é uma série de mais de 400 volumes de anais de conferências profissionais de astronomia. Iniciada em 1988, a Conference Series cresceu e se tornou uma proeminente série de publicações no mundo das publicações profissionais de astronomia, e já publicou mais de 500 volumes. Os volumes são vendidos aos participantes das conferências cujos anais são publicados, além de serem oferecidos através da AstroShop da Sociedade Astronômica do Pacífico, e podem ser encontrados nas bibliotecas das principais universidades e instituições de pesquisa em todo o mundo. Em 2004, a ASPCS entrou na edição eletrônica, oferecendo assinaturas de acesso eletrônico para bibliotecas e instituições, bem como acesso individual aos volumes que adquiriram em formato impresso.
AstroBeat é uma coluna on-line de membros da ASP, que sai a cada duas semanas e apresenta um relatório dos bastidores sobre algum aspecto da descoberta astronômica, educação em astronomia ou astronomia como hobby, escrito por um participante importante. Os autores incluíram:
- Clyde Tombaugh, recontando a história de sua descoberta do planeta (anão) Plutão
- Michael E. Brown, discutindo a nomeação do planeta anão Makemake
- Notável fotógrafo astronômico David Malin descrevendo a transição da química para a fotografia digital
- Virginia Louise Trimble explicando como selecionou sua lista das dez principais descobertas astronômicas dos últimos mil anos.

## Presidentes recentes
Os presidentes da ASP incluíram astrônomos notáveis como Edwin Hubble, George O. Abell e Frank Drake. George Pardee, que mais tarde se tornou governador do estado da Califórnia, serviu como presidente em 1899.
- 2019– Kelsey Johnson (Universidade da Virgínia, Observatório Nacional de Radioastronomia)
- 2017–2019 Chris Ford (Pixar Animation Studios, ret.)
- 2015–2017 Connie Walker (Observatório Nacional de Astronomia Óptica)
- 2013–2015 Gordon Myers (IBM, ret.)
- 2011–2013 William A. Gutsch (St Peters College, Jersey City)
- 2009–2011 Bruce Partridge (Haverford College)
- 2007–2009 James B. Kaler (U. de Illinois)
- 2005–2007 Dennis Schatz (Pacific Science Center, Seattle)
- 2003–2005 Catharine Garmany (U. do Colorado; National Optical Astronomy Observatories)
- 2001–2003 Alexei Filippenko (U. da Califórnia, Berkeley)
- 1999–2001 Frank N. Bash (U. do Texas)

## Ex-presidentes
- 1997–1999 John R. Percy (U. de Toronto)
- 1995–1997 Bruce Carney (EUA da Carolina do Norte)
- 1993–1995 Russell Merle Genet (Observatório Fairborn)
- 1991–1993 Julie Lutz (Washington State U.)
- 1989–1991 Frank Drake (U. da Califórnia, Santa Cruz)
- 1987–1989 James Hesser (Dominion Astrophysical Observatory)
- 1985–1987 Sidney Wolff (U. do Havaí, NOAO)
- 1983–1985 David Morrison (U. do Havaí e NASA Ames)
- 1981–1983 Halton Arp (Observatórios Hale)
- 1979–1981 Leonard Kuhi (U. da Califórnia, Berkeley)
- 1977–1979 Ann Boesgaard (U. do Havaí)
- 1975–1977 Geoffrey Burbidge (U. da Califórnia, San Diego)
- 1973–1975 Ray Weymann (U. do Arizona)
- 1971–1973 Harold Weaver (U. da Califórnia, Berkeley)
- 1969–1971 George O. Abell (U. da Califórnia, Los Angeles)
- 1967–1969 Helmut Abt (Observatório Nacional de Kitt Peak)
- 1965–1967 Louis G. Henyey (U. da Califórnia, Berkeley)
- 1962–1965 Robert Petrie (Dominion Astrophysical Observatory)
- 1960–1962 Seth Barnes Nicholson (Observatórios do Monte Wilson-Palomar; 2º mandato)
- 1958–1959 Nicholas Mayall (Observatório Lick; 2º mandato)
- 1956–1957 Andrew McKellar (Dominion Astrophysical Observatory)
- 1954–1955 Olin Chaddock Wilson (Observatórios do Monte Wilson e Palomar)
- 1952–1953 Gerald Kron (Observatório Lick)
- 1951 Otto Struve (U. da Califórnia, Berkeley)
- 1950 Dinsmore Alter (Observatório Griffith)
- 1949 Robert Julius Trumpler (U. da Califórnia, Berkeley; 2º mandato)
- 1948 Ira Sprague Bowen (Observatório do Monte Wilson)
- 1947 C. Donald Shane (Observatório Lick; 2º mandato)
- 1946 Ralph Elmer Wilson (Observatório do Monte Wilson)
- 1945 Ferdinand Neubauer (Observatório Lick)
- 1944 Roscoe Frank Sanford (Observatório do Monte Wilson)
- 1943 Armin Otto Leuschner (Universidade da Califórnia, Berkeley; 3º mandato)
- 1942 Nicholas Mayall (Observatório Lick)
- 1941 Arthur Scott King (Observatório do Monte Wilson)
- 1940 C. Donald Shane (Universidade da Califórnia, Berkeley)
- 1939 Alfred Harrison Joy (Observatório do Monte Wilson; 2º mandato)
- 1938 Hamilton Jeffers (Observatório Lick)
- 1937 Harold D. Babcock (Observatório do Monte Wilson)
- 1936 Armin Otto Leuschner (U. da Califórnia, Berkeley; 2º mandato)
- 1935 Seth Barnes Nicholson (Observatório do Monte Wilson)
- 1934 Sturla Einarsson (U. da Califórnia, Berkeley)
- 1933 Edwin Hubble (Observatório do Monte Wilson)
- 1932 Robert Julius Trumpler (Observatório Lick)
- 1931 Alfred Harrison Joy (Observatório do Monte Wilson)
- 1930 William Meyer (U. da Califórnia, Berkeley)
- 1929 Frederick Hanley Seares (Observatório do Monte Wilson)
- 1928 Joseph Haines Moore (Observatório Lick; 2º mandato)
- 1927 Paul W. Merrill (Observatório do Monte Wilson)
- 1926 Bernard Benfield (2º mandato)
- 1925 Bernard Benfield (engenheiro de São Francisco)
- 1924 Arthur Black (banqueiro de São Francisco)
- 1923 Walter Sydney Adams (U. da Califórnia, Berkeley)
- 1922 Exum Lewis (U. da Califórnia, Berkeley)
- 1921 Charles Cushing (advogado de São Francisco, segundo mandato)
- 1920 Joseph Haines Moore (Observatório Lick)
- 1919 Beverly L. Hodghead (São Francisco, advogada)
- 1918 William Wallace Campbell (Observatório Lick, 3º mandato)
- 1917 Frank Cornish (São Francisco)
- 1916 Sidney Dean Townley (Stanford U., 2º mandato)
- 1915 Robert Grant Aitken (Observatório Lick; 2º mandato)
- 1914 Russell Crawford (U. da Califórnia, Berkeley)
- 1913 Alexander George McAdie (Agência Meteorológica dos Estados Unidos)
- 1912 Heber Curtis (Observatório Lick)
- 1912 John Galloway (Berkeley)
- 1911 Fremont Morse (Levantamento Geodésico e Costeiro dos EUA)
- 1910 William Wallace Campbell (Observatório Lick, 2º mandato)
- 1909 Charles Burckhalter (Observatório Chabot, 2º mandato)
- 1908 Charles Cushing (advogado de São Francisco)
- 1907 Armin Otto Leuschner (U. da Califórnia, Berkeley)
- 1906 Sidney Dean Townley (Latitude Observatory, Ukiah)
- 1905 George Edwards (Universidade da Califórnia, Berkeley)
- 1904 Otto von Geldern (São Francisco)
- 1903 Charles Dillon Perrine (Observatório Lick)
- 1902 John Dolbeer (empresário madeireiro de São Francisco)
- 1901 James Edward Keeler (Observatório Lick)
- 1900 George Pardee (oftalmologista e governador da Califórnia)
- 1899 Robert Grant Aitken (Observatório Lick)
- 1898 William Alvord (comerciante/banqueiro de São Francisco; presidente do Banco da Califórnia; 14º prefeito de São Francisco)
- 1897 William Hussey (Observatório Lick) e William Alvord (presidente do banco de San Francisco)
- 1896 Charles Burckhalter (Observatório Chabot; Co-fundador)
- 1895 William Wallace Campbell (Observatório Lick)
- 1894 Eusebius Molera (engenheiro civil de São Francisco)
- 1893 John Martin Schaeberle (Observatório Lick)
- 1892 William Montgomery Pierson (advogado de São Francisco; redigiu os artigos de incorporação da Sociedade)
- 1889–1891 Edward Singleton Holden (Observatório Lick; Fundador)